# Grand Prix Cycliste de Montréal 2014
5. edycja wyścigu kolarskiego Grand Prix Cycliste de Montréal odbyła się w dniu 14 września 2014 roku i liczyła 205,7 km. Start i meta wyścigu znajdowała się w Montrealu. Wyścig ten figurował w rankingu światowym UCI World Tour 2014.

## Uczestnicy
Na starcie tego klasycznego wyścigu stanęło 19 ekip, osiemnaście drużyn jeżdżących w UCI World Tour 2014 i jeden zespół zaproszony przez organizatorów z tzw. „dziką kartą”.
Lista drużyn uczestniczących w wyścigu:
| Numery | Kod | Drużyna                 |
| ------ | --- | ----------------------- |
| 1–8    | LAM | Lampre-Merida           |
| 11–18  | MOV | Movistar Team           |
| 21–28  | ALM | Ag2r-La Mondiale        |
| 31–38  | TTS | Tinkoff-Saxo            |
| 41–48  | OPQ | Omega Pharma-Quick Step |
| 51–58  | BEL | Belkin                  |
| 61–68  | KAT | Team Katusha            |
| 71–78  | BMC | BMC Racing Team         |
| 81–88  | AST | Astana Pro Team         |
| 91–98  | TRE | Trek Factory Racing     |

| Numery  | Kod | Drużyna              |
| ------- | --- | -------------------- |
| 101–108 | SKY | Team Sky             |
| 111–118 | GIA | Giant-Shimano        |
| 121–128 | OGE | Orica GreenEDGE      |
| 131–138 | FDJ | FDJ.fr               |
| 141–148 | GRS | Garmin-Sharp         |
| 151–158 | LTB | Lotto-Belisol        |
| 161–168 | CAN | Cannondale           |
| 171–178 | EUC | Team Europcar        |
| 181–188 | –   | Reprezentacja Kanady |

## Wyniki wyścigu
| Miejsce | Zawodnik             | Państwo    | Drużyna          | Czas       |
| ------- | -------------------- | ---------- | ---------------- | ---------- |
| 1.      | Simon Gerrans        | Australia  | Orica GreenEDGE  | 5h 24′ 27″ |
| 2.      | Rui Costa            | Portugalia | Lampre-Merida    | + 0″       |
| 3.      | Tony Gallopin        | Francja    | Lotto-Belisol    | + 0″       |
| 4.      | Ramūnas Navardauskas | Litwa      | Garmin-Sharp     | + 0″       |
| 5.      | Romain Bardet        | Francja    | Ag2r-La Mondiale | + 0″       |
| 6.      | Tom Dumoulin         | Holandia   | Giant-Shimano    | + 0″       |
| 7.      | Greg Van Avermaet    | Belgia     | BMC Racing Team  | + 0″       |
| 8.      | Jonathan Hivert      | Francja    | Belkin           | + 0″       |
| 9.      | Enrico Gasparotto    | Włochy     | Astana Pro Team  | + 0″       |
| 10.     | Bauke Mollema        | Holandia   | Belkin           | + 0″       |